# Joanna
『Joanna』（ジョアンナ）は、スターダストレビュー39枚目のシングル。2002年11月20日に発売された。

## 収録曲
全編曲：石川鉄男
1. Joanna
作詞・作曲：根本要
TBS系列「王様のブランチ」エンディング・テーマ
2. Wanderlust
作詞：山田ひろし
作曲：柿沼清史
3. Joanna（Instrumental）